# 2500 років Балаклаві (монета)
«2500 ро́ків Балакла́ві» — ювілейна монета номіналом 5 гривень, випущена Національним банком України, присвячена цьому стародавньому місту, одному з районів Севастополя. На місці нинішньої Балаклави за свідченнями Страбона, Плінія Старшого та інших античних авторів знаходилось поселення племені таврів — Палакіон (VII—VI ст. до н. е.), близько IV ст. до н. е. ним заволоділи греки, у V ст. н. е. — візантійці. Бухта, надійно прихована від моря високими скелями, постійно привертала увагу — у 1357 році місто завоювали генуезці, збудувавши фортецю Чембало, у 1457 році захопили турки, і з цього часу місто зветься Балаклава (місто риб).
Монету введено в обіг 24 березня 2004 року. Вона належить до серії «Стародавні міста України».

## Опис монети та характеристики
| Номінал грн. | Метал      | Маса, г | Діаметр, мм | Якість виготовлення | Гурт     | Тираж, штук |
| ------------ | ---------- | ------- | ----------- | ------------------- | -------- | ----------- |
| 5            | нейзильбер | 16,54   | 35,0        | звичайна            | рифлений | 30 000      |

### Аверс
На аверсі монети зображено давньогрецькі торговельні судна, між ними у центрі — малий Державний Герб України, під яким розміщено напис у два рядки: «5 ГРИВЕНЬ» в оточенні орнаментальної композиції з листя аканта та виноградної лози, крім того — логотип Монетного двору Національного банку України. Угорі розміщено напис «УКРАЇНА», під ним рік карбування монети — «2004».

### Реверс

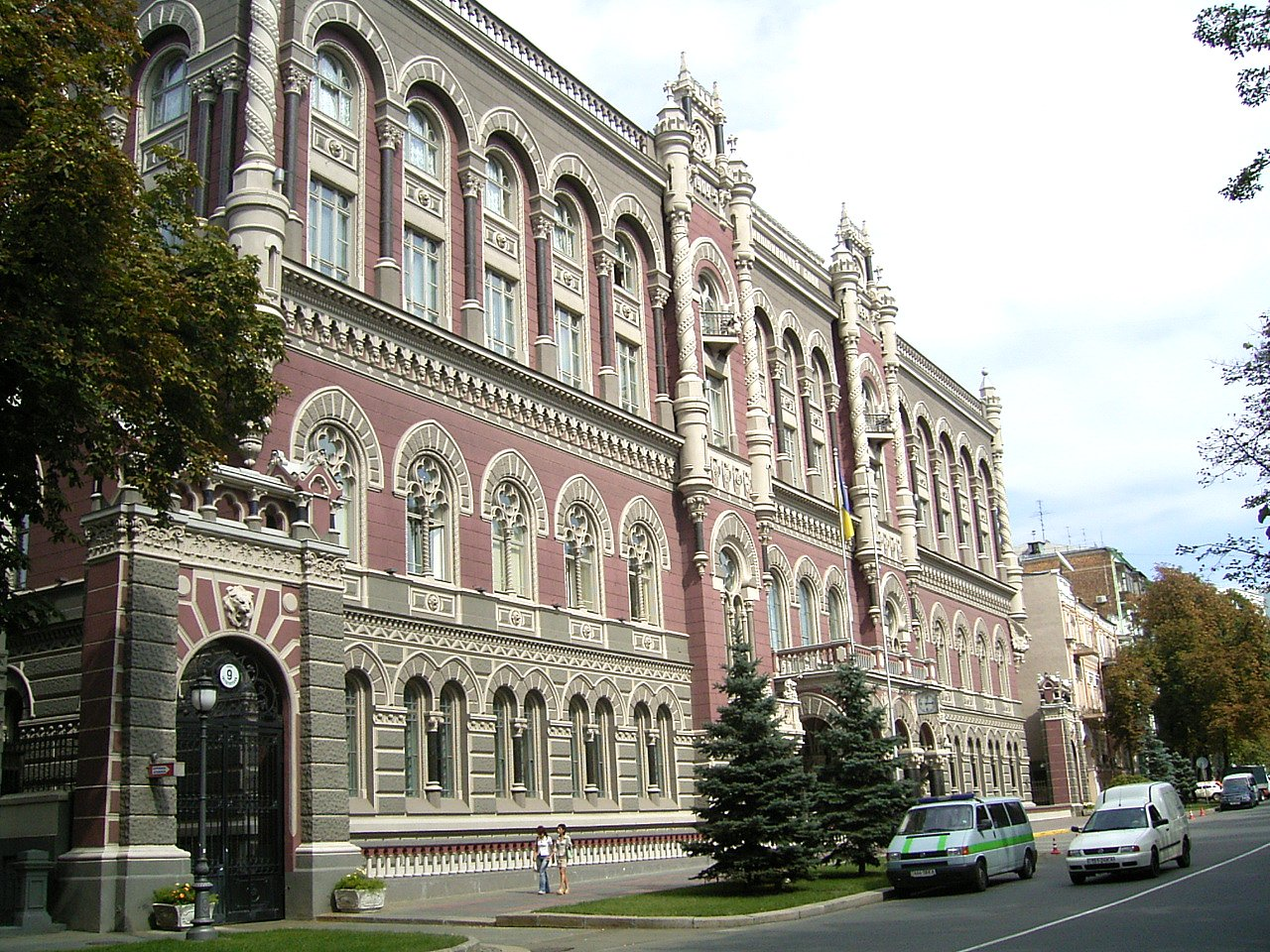
Будівля Національного банку України

На реверсі у верхній частині монетного поля зображено Балаклавську бухту, праворуч — вітрильники, ліворуч — герб Балаклавського району; у нижній частині монетного поля — колона і два якорі, що знайдені під час археологічних розкопок, угорі півколом розміщено напис «2500 РОКІВ БАЛАКЛАВІ».

## Автори
- Художник — Груденко Борис.
- Скульптор — Іваненко Святослав.

## Вартість монети
Під час введення монети в обіг 2004 року, Національний банк України розповсюджував монету через свої філії за номінальною вартістю — 5 гривень.
Фактична приблизна вартість монети, з роками змінювалася так:
| Рік        | 2010 | 2011 | 2012 | 2013 | 2014 | 2015 | 2016 | 2017 | 2018 | 2019 | 2020 | 2021 | 2022 | 2023 | 2024  | 2025 |
| ---------- | ---- | ---- | ---- | ---- | ---- | ---- | ---- | ---- | ---- | ---- | ---- | ---- | ---- | ---- | ----- | ---- |
| Ціна, грн. | 55   | 65   | 70   | 85   | 110  | 200  | 280  | 290  | 340  | 340  | 340  | 330  | 370  | 580  | 1 000 | 990  |